# Godofredo Ortega Muñoz
Godofredo Ortega Muñoz (1899-1982) fou un pintor extremeny especialitzat en paisatges, el qual desenvolupà la seua activitat pictòrica al marge dels corrents principals de l'època.

## Estil
La seua obra se centra en la interpretació realista del paisatge extremeny i castellà, ja que li interessava, sobretot, la natura i els seus petits detalls en un estil molt personal, espontani i senzill, en el qual predominen els tons apagats, ocres, grisos i negres. També va pintar natures mortes i retrats de tipus de la seua terra amb un estil sobri i que s'allunya de l'academicisme a la recerca de l'espontaneïtat i de l'emotivitat: Camperol extremeny, Nena amb càntir, etc. És considerat com el gran renovador del paisatgisme a Espanya durant la segona meitat del segle xx, juntament amb Benjamín Palencia y Daniel Vázquez Díaz.

## Obres destacades
- Castanyers (Museu Reina Sofia, Madrid)
- Vinyes (92 × 73 cm, col·lecció particular)
- Sense títol (73 × 92 cm, oli sobre llenç)
- Retrat de mon germà (1918-1919, 26 × 36 cm, retrat)
- Paisatge extremeny (1918-1919, 29 × 23 cm, paisatge rural)
- Desglaç (1924, 40 × 35 cm, paisatge rural)
- Rowley Smart (1924, 35 × 40 cm, retrat)
- Aguerri Pirineos (1926, 40 × 35 cm, paisatge rural)
- Castellar (1926, 40 × 35 cm, paisatge rural)
- Cap de nena (1926, 32'5 × 38 cm, retrat)
- Gil Bel (1926, 64 × 85 cm, retrat)
- Pont Chioggia (1928, 73 × 60 cm, paisatge urbà)
- Carrer de Chioggia (1928, 46 × 38 cm, paisatge urbà)
- Carrer de Chioggia (1928, 45 × 35 cm, paisatge urbà)
- Chioggia (1929, 73 × 60 cm)
- Fàbrica i vaixells (1929, 73 × 60 cm)
- Llac de Lugano (1930, 34 × 41 cm, paisatge rural)
- Oliveres (1930, 65 × 55 cm, paisatge rural)
- Llac de Como (1931, 39 × 44 cm, paisatge rural)
- Pont (1934, 73 × 60 cm, paisatge rural)
- Estació o dipòsit de màquines (1934, 73 × 60 cm, paisatge urbà)
- Camperol (1936, 60 × 73 cm, retrat)
- Peixos (1938, 52 × 56 cm)
- Peixos (1938, 51 × 53 cm)
- Camperol extremeny (1939, 68 × 90 cm, retrat, Museu de Belles Arts de Badajoz)
- Carrer ventós (1939, 73 × 60 cm, paisatge urbà)
- Pazo de los corrucos (1939, 73 × 60 cm, paisatge urbà)
- Quintín (1939, 62 × 73 cm, retrat)
- La gàbia (1940, 42 × 38 cm, natura morta)
- Ocellets de paper (1940, 50 × 38 cm, natura morta)
- La cancilla (1940, 79 × 67 cm, paisatge)
- Natura morta amb pa i formatge (1940, 60 × 73 cm, natura morta)
- Calas (1941, 39 × 55 cm, natura morta)
- Ninots (1941, 57 × 54 cm, natura morta)
- Vestit rosa (1941, 68 × 90 cm, retrat)
- Bodegón de la mano azul (1945, 57 × 53 cm, natura morta)
- Gerro i joguines (1945, 57 × 53 cm, natura morta)
- Taula amb codonys (1945, 55 × 73'5 cm, natura morta)
- Interior amb figura (1947, 89 × 116 cm, retrat)
- Niña con cantarito (1947, 58 × 73 cm, retrat)
- Bodegón de la silla (1947, 68 × 73 cm, natura morta)
- Nu (1948, 65 × 93 cm, nu)
- Castanyers i sureres (1949, 81 × 65 cm)
- Natura morta amb pinya (1950, 73 × 54 cm, natura morta)
- El porticó (1950, 65 × 81 cm, retrat)
- Nen amb codony (1950, 65 × 81 cm, retrat)
- Dos horts d'oliveres (1950, 81 × 65 cm)
- El pou (1950, 81 × 65 cm, paisatge rural, col·lecció particular)
- Pagès dormint (1951, 81 × 65 cm, retrat)
- Cap de dona (1952, retrat, Fundació Central Hispano)
- Camperol (1952, 54 × 65 cm, retrat)
- L'escala (1952, 66 × 93 cm)
- Home amb ase i paraigües (1953, 81 × 65 cm, col·lecció particular)
- El camí (1954, 100 × 73 cm, Agència Espanyola de Cooperació Internacional)
- Rucs (1955, 100 × 81 cm, col·lecció particular)
- Noia de la margarida (1955, 73 × 116 cm)
- Paisatge extremeny (1955, 99 × 117 cm, Museu de Belles Arts de Bilbao)
- Castella. Estiu (1955, 81 × 65 cm)
- Castanyers (1956, Museu Reina Sofia, Madrid)
- Castella. Estiu (1957, 81 × 65 cm)
- Estiu (1957-1958, oli sobre llenç, 74 × 93 cm, Museu de Belles Arts de Bilbao)
- Terres llaurades (1958, 81 × 65 cm, col·lecció particular)
- Castella. Estiu (1959, 92 × 73 cm)
- Castanyers i vinyes (1961, 100 × 81 cm)
- Paisatge (1961, Museu Reina Sofia, Madrid, Espanya)
- Vinyes i castanyers (1962, 92 × 73 cm)
- Oliveres (1962, 81 × 60 cm)
- Paisatge de les pedres (1963, 92 × 73 cm, col·lecció particular)
- Paisatge de les pedres blanques (1963, 81 × 65 cm)
- Castella. Estiu (1963, 92 × 73 cm)
- Castella. Estiu (1963, 81 × 65 cm)
- Cercas (1963, 81 × 65 cm, col·lecció particular)
- Oliveres (1963, 92 × 73 cm, col·lecció particular)
- Rostolls (1963, 92 × 73 cm)
- Camins i ginestes (1963, 92 × 73 cm, col·lecció particular)
- Oliverars (1964, 81 × 60 cm)
- Alzines i oliveres (1964, 81 × 60 cm, col·lecció del Banc d'Espanya)
- Camí amb ginestes (1965, col·lecció particular)
- Camps de Castella (1966, 92 × 73 cm)
- Terres i parets (1966, 92 × 72 cm)
- Castanyers (1966, 92 × 73 cm)
- Terres (1967, 92 × 73 cm)
- Terres llaurades (1967, 81 × 65 cm)
- Terres (1967, 100 × 81 cm)
- Vinyes (1967, col·lecció Central Hispano)
- Camps de Lanzarote o Lanzarote. Parets (1968, 92 × 73 cm)
- Encreuament de camins (1968, 92 × 73 cm)
- El turó de les pedres (1968, 92 × 73 cm)
- Vinyes (1968, 93 × 72 cm)
- Vinyes (1968, 92 × 73 cm)
- Oliverars (1969, 92 × 73 cm)
- Camps de Lanzarote (1969, 65 × 92 cm)
- Castanyers (1969, 81 × 65 cm)
- Lanzarote. Figueres (1969, Bufet López-Rodó)
- Lanzarote. Figueres (1969, 92 × 73 cm)
- Lanzarote. Terres (1969, 92 × 73 cm)
- Tenerife (1970, 92 × 73 cm)
- La Rioja (1970, 92 × 73 cm)
- Lanzarote. Vinyes (1970, 73 × 92 cm)
- Tenerife (1971, 92 × 73 cm)
- Vinyes blanques (1974, 92 × 73 cm)
- Castella. Feixos (1975, 92 × 73 cm)
- Munts i cercles de palla (1975, 92 × 73 cm)
- Oliveres i alzines (1976, 92 × 73 cm)
- Rostolls (1976, 92 × 73 cm)
- Rioja (1976, 92 × 73 cm)
- Terres i pedres (1976, 92 × 73 cm)
- Tolls (1977, 92 × 73 cm)
- El camí (1977, 92 × 73 cm)
- Encreuament de camins (1977, 92 × 73 cm)
- Camí i turó de castanyers (1978, 92 × 73 cm)
- Tolls (1978, 92 × 73 cm)
- Ginestes en flor (1978, 92 × 73 cm)
- Castella. Estiu (1979, 92 × 73 cm)
- Encreuament de camins. Vinyes (1980, 92 × 73 cm)
- Terres i castanyers (1981, 92 × 73 cm)[4][5]